# Эйлинг, Люк
Люк Дэвид Эйлинг (англ. Luke David Ayling; родился 25 августа 1991 года, Ламбет, Лондон, Великобритания) — английский футболист, защитник клуба Чемпионшипа «Мидлсбро». Обычно выступает на позиции правого защитника, но также может сыграть и в центре защиты.
Свою футбольную карьеру начал в 2001 году в академии лондонского «Арсенала». В марте 2010 года отправился в месячную аренду в «Йовил Таун». Уже летом того же года на правах свободного агента перешёл в клуб, где выступал на протяжении четырёх лет. В 2014 году он перешёл в «Бристоль Сити», где выступал два сезона. В 2016 году перешёл в «Лидс Юнайтед», в составе которого стал лучшим правым защитником Чемпионшипа, а в сезоне 2019/20 стал его победителем. В 2024 году перешёл сначала на правах аренды, а затем на постоянной основе в «Мидлсбро».

## Карьера

### «Арсенал»
В 10 лет Люк присоединился к академии «Арсенала», несмотря на то, что был болельщиком «Челси». Выступал за команды различных возрастов бок о бок с Джеком Уилширом и Кайлом Бартли. В академии Эйлинг играл и в защите, и в полузащите. По словам его тогдашнего сокомандника Седрика Эвины, сильнейшим качеством Эйлинга в то время была техника. Летом 2007 года подписал заявление на получение футбольной стипендии от клуба. В сезоне 2008/09 в составе молодёжной команды Люк стал победителем Премьер-лиги академий и Молодёжного кубка Англии. В июле 2009 года Эйлинг подписал профессиональный контракт с клубом. В первую команду он вызвался лишь раз, 9 декабря 2009 года, когда попал в заявку на ничего не решавший гостевой матч Лиги чемпионов с греческим «Олимпиакосом». Весной 2010 года Люк был отдан в аренду в «Йовил Таун». В июле 2010 года контракт игрока с «Арсеналом» истек, и Эйлинг перешел в «Йовил» в статусе свободного агента.

### «Йовил Таун»
В марте 2010 года вместе с Люком Фрименом присоединился к клубу Лиги 1 «Йовил Таун» на правах месячной аренды. 3 апреля он дебютировал в гостевом матче с «Саутенд Юнайтед», заменив на 79-й минуте Кейрана Муртага. Вскоре после этого аренда была продлена до конца сезона. Позднее игрок называл тогдашнего главного тренера клуба Терри Скивертона одним из самых важных людей в своей карьере за то, что он Эйлингу шанс проявить себя. В ответ тренер характеризовал Люка как одного из лучших игроков, которого он тренировал: всего за год техничный полузащитник превратился в качественного правого защитника. Впервые в стартовом составе вышел 8 мая в гостевой встрече с «Брайтоном».
30 июня Эйлинг подписал контракт с клубом на правах свободного агента. В ходе Лиги 1 он сыграл 40 матчей, получив при этом 15 жёлтых карточек, две из которых стали вторыми. Первую красную карточку в карьере получил 22 октября 2011 года в гостевом матче со «Стивениджем». 29 сентября 2012 года Люк сыграл свой сотый матч за клуб.
11 мая 2012 года подписал новый двухлетний контракт. 19 мая 2013 года сыграл в финале плей-офф Лиги 1 в гостевом матче с «Брентфордом», в котором «перчаточники» победили со счётом 1:2, таким образом впервые в истории клуба заработав повышение в Чемпионшип. Впоследствии клубные СМИ называли защитника «жизненно важным» членом той команды. В Чемпионшипе дебютировал 3 августа в гостевой игре против «Миллуола». Первый гол в карьере забил 18 марта 2014 года в гостевом матче с «Уиган Атлетик», сравняв счёт на 95-й добавленной минуте (3:3).
В конце единственного в своей истории сезона в Чемпионшипе клуб занял последнее 24 место и вылетел. Контракт игрока истекал в июне 2014 года. Отказавшись его продлевать, Эйлинг покинул клуб. Всего за клуб сыграл 185 матчей, в которых забил три гола.

### «Бристоль Сити»
8 июля 2014 года Люк подписал трёхлетний контракт с другим клубом Лиги 1 «Бристоль Сити». Дебютировал 9 августа в гостевом матче с «Шеффилд Юнайтед». Первый гол забил 25 октября в гостевом матче с «Барнсли», забив головой с подачи Джо Брайана. 22 марта 2015 года вышел в стартовом составе вфинале Трофея Английской футбольной лиги с «Уолсоллом» на «Уэмбли». Эйлинг помог сохранить ворота своей команды пустыми и победить со счётом 2:0. Для клуба это стал первый трофей за 12 лет. Всего в сезоне 2014/15 сыграл 58 матчей, выиграв с клубом Лигу 1 и заработав повышение в Чемпионшип.
Следующий сезон Люк начал как игрок старта, но с назначением Ли Джонсона на тренерский пост «Бристоль» изменил тактику, перейдя с тройки защитников на четвёрку. Эйлинг никогда раньше не выступал в подобной формации, из-за чего выпал из основы. 17 марта 2016 года в свой официальный выходной футболист отправился на Челтнемский фестиваль. Там он попал в скандал, когда был запечатлён вместе с полузащитником «Милтон-Кинс Донс» Самиром Карратерсом и нападающим «Шрусбери Таун» Джеймсом Коллинзом, которые мочились в стаканы и выплескивали содержимое с балкона. Всем трём игрокам был запрещён вход на фестиваль. Карратерс и Коллинз получили дисциплинарное взыскание от клубов. Эйлинг, который просто стоял рядом с нарушителями порядка, был признан «Бристолем» невиновным, хотя и принёс свои извинения в соцсетях. Всего за клуб провёл 95 игр, забив четыре мяча.

### «Лидс Юнайтед»
10 августа 2016 года Bristol Post сообщила, что Эйлингом заинтересовался шотландский «Селтик». На позиции правого защитника у клуба из Глазго могли выйти Микаэль Лустиг, Сайди Янко и Дарнелл Фишер, но первые двое были достаточно травматичными, а последний уже готовился перейти в «Ротерем Юнайтед», поэтому Брендан Роджерс хотел бы усилить эту позицию. «Бристоль» только что продлил аренду игрока сборной Уэльса Адама Мэттьюза, поэтому был готов отпустить Люка. Однако сделка не состоялась, а уже через несколько дней он за 200 тысяч фунтов перешёл в другой клуб Чемпионшипа «Лидс Юнайтед». Произошло это после того, как бывший партнёр Люка по академии «Арсенала» Кайл Бартли порекомендовал защитника новому тренеру «павлинов» Гарри Монку. Последний, ввиду травмы основного правого защитника клуба Гаэтано Берарди, приобрёл игрока, подписав с ним трёхлетний контракт. Впоследствии подписание Эйлинга будет считаться одной из лучших сделок в новейшей истории Англии: всего за шестизначную сумму клуб получил одного из лучших правых защитников не только Чемпионшипа, но и всего английского футбола.
Дебютировал 13 августа в домашнем матче с «Бирмингем Сити». Уже в первом сезоне с новым правым защитником клуб сделал несколько серьёзных шагов к возвращению в Премьер-лигу: впервые с сезона 2010/11 клуб занял место выше десятого (в том числе за счёт надёжной обороны — команда стала четвёртой по пропущенным голам), посещаемость увеличилась почти на треть, а Андреа Радриццани закончил процесс приобретения клуба. Люк внёс важный вклад в успех команды. За весь сезон он пропустил всего три игры: одну из-за рождения ребёнка и две из-за перебора жёлтых карточек. Он закрыл позицию правого защитника, а также подменял травмированных товарищей в центре обороне. Также он принимал активное участие в построении атак.
Следующий сезон начался обнадёживающе: команда под руководством Томаса Кристиансена после девяти игр возглавила турнирную таблицу. Защитник стал вице-капитаном команды, а также получил награду лучшего игрока месяца в клубе в августе. Осенью Эйлинг подписал новый четырёхлетний контракт. К 1 январю 2018 года клуб всё ещё лидировал в чемпионате. В тот день, в домашнем матче с «Ноттингем Форест», защитник вследствие подката Лиама Бридкатта получил травму лодыжки, из-за которой пропустил большую часть сезона. Из следующих 18 матчей «белые» выиграли только два; последним стала финальная игра сезона с «Куинз Парк Рейнджерс», в которой Люк вышел на поле спустя более чем четыре месяца реабилитации.
Летом 2018 года главным тренером был назначен Марсело Бьелса. Первый гол за клуб защитник забил 18 августа в гостевом матче с «Ротерем Юнайтед», добив мяч головой в падении. Спустя два дня был включён в символическую сборную недели в Футбольной лиге. Домашняя игра с «Суонси Сити» 13 февраля 2019 года стала для игрока сотой за клуб. Кроме того, Люк стал замещать Лиама Купера на посту капитана. На Рождество клуб в очередной раз занял первую строчку в таблице, но долгожданному повышению в классе не суждено было случиться: «павлины» проиграли в плей-офф «Дерби Каунти». После обидного поражения Эйлинг со всей командой плакали в раздевалке.
Позже Эйлинг называл Бьелсу самым важным человеком в своей карьере: «Он изменил всё, он изменил наши жизни, он изменил то, как мы видим футбол, он изменил то, как мы действуем вне футбола, он просто изменил всё в нашей жизни». Аргентинец отвечал игроку взаимностью, называя его «очень важным игроком для команды» и приводя в пример остальным. При Марсело Люк получил больше свободы в финальной трети. Он стал больше бить по воротам и достиг лучших цифр в карьере по забитым голам. При организации атак он начал брать на себя риск в продвижении мяча. Всё это привело к тому, что и до того многопрофильный защитник смог адаптироваться к ранее некомфортной схеме с четырьмя защитниками, не теряя своя уровня игры. Бьелса повлиял и на физические кондиции игрока, заставив отказаться от хлопьев и похудеть на шесть килограмм, а также придал особое внимание физическим нагрузкам. Это было частью суровых тренировок Бьелсы. Сам Люк сравнивал подход аргентинца с методикой Гэри Джонсона, второго тренера «Йовила», с которым работал защитник и который первым озаботился развитием его скорости.
Получив травму в самом начале предсезонной подготовки, защитник пропустил начало сезона 2019/20 после перенесённой операции на лодыжке. Летом по Люку приходили трансферные предложения от других команд, но клуб отклонил все заявки на трансфер, а уже в октябре подписал с игроком новый четырёхлетний контракт. Как позднее объяснял исполнительный директор Ангус Киннер, это было часть плана руководства клуба по укреплению команды перед борьбой за повышение путём сохранения лучших игроков (Эйлинга, Калвина Филлипса, Адама Форшоу и Пабло Эрнандеса) и покупкой ряда новичков. Позже и сам Люк заявил, что «никогда и не думал о том, чтобы покинуть команду».
Первый гол в сезоне забил 29 декабря в гостевом матче с «Бирмингемом» из-за пределов штрафной. На следующий день The Guardian огласил «Сборную Футбольной лиги десятилетия», в которой позицию правого защитника занял Люк Эйлинг. 8 января 2020 года защитник также выиграл награду игрока месяца в Чемпионшипа, опередив в голосовании Тома Лиса, Джеда Уоллеса, Ли Томлина, Сэма Джонстона и Андре Айю. 15 февраля в гостевом матче с «Бристолем», 29 февраля в гостевой игре с «Халл Сити» и 7 марта в домашней встрече с «Хаддерсфилд Таун» забил победные мячи своей команды, тем самым принеся борющемуся за повышение клубу важнейшие девять очков. За свои выступления в феврале второй раз получил награду игрока месяца. 19 июля с командой обыграл в гостевом матче «Дерби», тем самым став победителем Чемпионшипа и получив повышение в Премьер-лигу, в которой клуб отсутствовал 16 лет.
Гол Эйлинга в ворота «Хаддерсфилда» был признан голом сезона по версии клуба. 7 августа был включён в Команду года Чемпионшипа по версии The Guardian. 19 августа выиграл награду игрока года в Чемпионшипе по версии болельщиков, опередив в голосовании Олли Уоткинса и Александара Митровича. 8 сентября был включён в команду года Чемпионшипа по версии Профессиональной футбольной ассоциации.
В Премьер-лиге дебютировал 12 сентября в гостевой игре с «Ливерпулем», выйдя на поле с капитанской повязкой. Несмотря на поражение, Эйлинг удостоился похвалы за свои действия в защите и за изоляцию Садио Мане. Всего в том сезоне сыграл 38 матчей, совершил 395 отборов, став третьим в лиге по этому показателю (после Томаша Соучека и Адама Траоре). Кроме того, он был в числе лидеров чемпионата по количеству успешных подкатов. Также весом был и вклад игрока в атаку: постоянно создавая моменты у ворот соперника, Эйлинг помог Патрику Бэмфорду закончить сезон с 17 голами. Кроме Люка, хороший сезон провела вся команда, показав интенсивный футбол, характерный командам Бьелсы, и достигнув экстраординарных результатов, заняв 9-е место и набрав 59 очков (всего на три очка отстав от «Тоттенхэм Хотспур», занявшего седьмое место и попавшего в Лигу конференций).
В марте 2021 года главный тренер сборной Англии Гарет Саутгейт не вызвал правого защитника «Ливерпуля» Трента Александера-Арнольда на матчи отбора к чемпионату мира 2022, объяснив это тем, что «в лиге есть игроки, которые играют лучше на этой позиции». В связи с этим предполагалось, что вызов получит крайний защитник «Лидса», однако этого не произошло.
Первым результативным действием в Премьер-лиге отметился 14 августа в гостевом разгроме от «Манчестер Юнайтед» (5:1), когда забил единственный гол своей команды ударом из-за пределов штрафной. Этот гол был номинирован как лучший гол АПЛ в августе. 17 сентября в гостевом матче с «Ньюкасл Юнайтед» получил травму колена. Игроку потребовалась операция, из-за чего тот пропустил почти три месяца. 11 декабря сыграл свой двухсотый матч за клуб, став 70-м игроком, достигшим такого количества матчей. 27 февраля 2022 года после серии из четырёх поражений подряд в отставку ушёл Бьелса. Новость об уходе тренера шокировала Люка, а при прощании с аргентинцем он растрогался до слёз. 18 марта забил третий и победный мяч в гостевой встрече с «Вулверхэмптон Уондерерс», принеся борющемуся за выживание клубу важнейшие три очка.
8 мая против «Арсенала» на «Эмирейтс» сыграл свой 500-й матч в карьере. В той игре получил вторую в карьере и первую за клуб прямую красную карточку за подкат с двух ног против Габриэла Мартинелли у углового флажка, после чего началась потасовка между игроками на поле. Первоначально защитнику была показана жёлтая карточка, но VAR порекомендовал изменить её на красную. После матча Эйлинг был подвергнут критике со стороны главного тренера команды Джесси Марша и бывших футболистов Алана Смита и Стивена Уорнока, а Джейми Каррагер назвал игрока «идиотом» и сравнил его поступок по степени непрофессионализма с подкатами Винни Джонса. Позже получил дисквалификацию на три матча, из-за чего пропустил остаток сезона.
В конце мая 2022 года Люк перенёс операцию на колене ввиду травмы, которую он получил ещё в сентябре прошлого года, из-за чего выбыл на три месяца и пропустил начало сезона, к тому же потеряв форму (в сезоне дебютировал 3 сентября, выйдя на замену на 70-й минуте и отдав пас на гол Марка Роки в ворота «Брентфорда»). В связи с этим клуб решил усилить позицию правого защитника и подписал Расмуса Кристенсена, который два года работал с Джесси Маршем в «Зальцбурге». Помимо этого из аренды в «Кардифф Сити» вернулся Коуди Драме, получивший награду лучшему игроку года в клубе, поэтому позиция правого крайнего превратилась в одну из самых конкурентных в команде. В совокупности все эти факторы сказались на игровом времени Люка: за девять матчей первой половины сезона вышел в стартовом составе всего дважды. Как итог, в декабре в руководстве ожидали, что летом защитник покинет клуб.
Тем не менее, начиная с 4 января 2023 года, 14 матчей подряд выходил в стартовом составе, отыграв все матчи от начала до конца, и в 8 из них выводил команду на поле в качестве капитана. В связи с этим 16 февраля «Лидс» активировал опцию продления контракта ветерана до лета 2024 года. 18 марта забил девятый гол за клуб в ворота «Вулверхэмптон Уондерерс», замкнув головой подачу Марка Роки с углового и отпраздновав гол в стиле Робби Кина. 18 мая сыграл свой 250-й матч за клуб, забив свой 10-й гол за клуб (в ворота «Ньюкасл Юнайтед»).
После вылета из Премьер-лиги новым тренером «Лидса» стал Даниель Фарке, а клуб покинули 15 футболистов. Эйлинг был одним из немногих футболистов, желавших остаться в команде. В августе и сентябре выводил команду на поле в качестве капитана, а 18 августа в выездной встрече с «Вест Бромвич Альбион» забил свой 11-й гол за клуб. Но перевод в первую команду Арчи Грея, аренда Джеда Спенса из «Тоттенхэма», а также очередные травмы коленей заметно уменьшили игровое время защитника. Несмотря на это, игрок продолжал быть лидером в раздевалке, из-за чего существовала возможность продления истекавшего летом контракта. Однако уже к Рождеству стало понятно, что Эйлинг не входит в планы немецкого специалиста.

### «Мидлсбро»
В начале января игроком заинтересовался «Мидлсбро», и Люк решился сменить клуб ради игрового времени. 10 января футболист прошёл медицинское обследование, а 11 января было официально объявлено о переходе Эйлинга на правах аренды до конца сезона. В тот же день игрок опубликовал прощальное письмо и прощальное видео болельщикам клуба; в ответ с защитником простились многие товарищи и бывшие одноклубники, президент и главный тренер клуба, а на прощальное письмо отреагировали многие другие спортсмены: футболисты Джон Терри, Жерар Морено, Адебайо Акинфенва и Кико Касилья, футболистка Рейчел Дейли, регбист Зак Хардакер и боксеры Томми Койл и Джош Уоррингтон. Кроме того, в честь защитника паб «The Old Peacock», расположенный напротив «Элланд Роуд» временно сменил название на «The Luke Ale Inn».
За «Мидлсбро» Люк Эйлинг дебютировал 13 января в гостевом матче против «Миллуолла», выйдя в стартовом составе. Первым результативным действием отметился 6 марта в домашней игре против «Норвич Сити», отдав голевую передачу на Лукаса Энгеля. 4 мая в последнем матче сезона против «Уотфорда» отметился дублем из ассистов. Всего за клуб сыграл 19 матчей из 20 возможных (кроме игры с «Лидсом»), отдав 8 голевых передач и став вторым лучшим ассистентом команды после Моргана Роджерса, который отыграл в два раза больше матчей. После завершения сезона игрок в интервью BBC Tees намекнул, что ведёт переговоры с «Мидлсбро» о полноценном контракте. При этом главный тренер «Мидлсбро» Майкл Каррик не гарантировал продления игрока. Кроме того, The Sun сообщал, что к игроку проявлял интерес вылетевший из Чемпионшипа «Бирмингем Сити» и вылетевший из Премьер-лиги «Шеффилд Юнайтед».
27 мая переехал на «Риверсайд» на полноценной основе в качестве свободного агента, подписав двухлетний контракт. Трансфер из «Лидса» Эйлинг назвал «довольно простым решением». В рекламной кампании, посвящённой объявлению о трансфере защитника, клуб использовал рекламные щиты в центре города, на которых были изображены силуэт игрока и каламбурная надпись: «Нравится наш БИЛЛборд?» (англ. Like our BILLboard?).

## Стиль игры
Играет на позиции правого защитника, но также может сыграть в центре обороны или в опорной зоне. Бывший спортивный обозреватель The Guardian Стив Клэридж хвалил Эйлинга за «понимание игры, коммуникативные навыки, организаторские способности, мастерство в воздухе, двуногость и работу с мячом». После перехода в «Лидс» зарекомендовал себя как один из лучших защитников Чемпионшипа. С выходом команды в АПЛ продолжил держать планку, входя в число лучших правых фулбэков, наряду с Эроном Уан-Биссакой, Мэтти Кэшем, Трентом Александером-Арнольдом и Рисом Джеймсом. Onefootball отмечал большое количество оборонительных действий для крайнего защитника и весомый вклад в атаку для центрального. Бывший главный тренер «Лидса» Марсело Бьелса за эту тактическую гибкость называл футболиста «полноценным игроком». Сам Люк говорит, что не является «одним из тех крайних защитников, которые обыгрывают соперников один в один и разгоняют атаки по флангу», а пытается смещаться в центр и оставлять пространство для партнёров, которые «принесут больше опасности». Своими слабыми сторонами он называл скорость и и силу. Пришедший перед сезоном 2023/24 Даниэль Фарке изменил стиль игры команды, в частности, стал использовать инвертированных фулбэков; Эйлинг никогда не выступал в такой роли, из-за чего потерял своё место в основе.

## Личная жизнь
В августе 2019 года Эйлинг и другие члены клуба приняли участие в съёмках документального сериала «Забери нас домой» (англ. «Take Us Home») от Amazon Prime. Сериал был снят лауреатом премий «Оскар», «Золотой глобус» и «BAFTA» Расселом Кроу, который также является фанатом клуба.
У Люка есть дочь Мэйси (7 марта 2017). Её крёстным стал Рис Мёрфи, друг футболиста; они вместе занимались в академии «Арсенала». 9 июня 2021 года женился на матери своей дочери Поппи; на их свадьбе, прошедшей в Линдхерсте, Гэмпшир, выступила Элли Голдинг. Кузен Люка, Дин Льюингтон, также является профессиональным футболистом; ему принадлежит рекорд по количеству проведенных матчей за один клуб в истории английского футбола.
Имеет прозвище «Билл», так его часто зовут фанаты. Заикается. 8 августа 2022 года стал первым в истории действующим игроком Премьер-лиги, который посетил парад ЛГБТ-сообщества. Кроме Эйлинга, в мероприятии приняли участие бывшие футболисты «Лидса» Джермейн Бекфорд и Ноэль Уилан.

## Статистика выступлений
| Выступление      | Выступление      | Выступление      | Лига | Лига | Кубок Англии | Кубок Англии | Кубок лиги | Кубок лиги | Трофей Футбольной лиги | Трофей Футбольной лиги | Еврокубки | Еврокубки | Итого | Итого |
| Клуб             | Лига             | Сезон            | Игры | Голы | Игры         | Голы         | Игры       | Голы       | Игры                   | Голы                   | Игры      | Голы      | Игры  | Голы  |
| ---------------- | ---------------- | ---------------- | ---- | ---- | ------------ | ------------ | ---------- | ---------- | ---------------------- | ---------------------- | --------- | --------- | ----- | ----- |
| Арсенал          | Премьер-лига     | 2009/10          | 0    | 0    | 0            | 0            | 0          | 0          | 0                      | 0                      | 0         | 0         | 0     | 0     |
| Арсенал          | Итого            | Итого            | 0    | 0    | 0            | 0            | 0          | 0          | 0                      | 0                      | 0         | 0         | 0     | 0     |
| Йовил Таун       | Лига 1           | → 2009/10        | 4    | 0    | 0            | 0            | 0          | 0          | 0                      | 0                      | 0         | 0         | 4     | 0     |
| Йовил Таун       | Лига 1           | 2010/11          | 37   | 0    | 1            | 0            | 1          | 0          | 1                      | 0                      | 0         | 0         | 40    | 0     |
| Йовил Таун       | Лига 1           | 2011/12          | 44   | 0    | 3            | 0            | 1          | 0          | 0                      | 0                      | 0         | 0         | 48    | 0     |
| Йовил Таун       | Лига 1           | 2012/13          | 42   | 0    | 0            | 0            | 2          | 0          | 3                      | 0                      | 0         | 0         | 47    | 0     |
| Йовил Таун       | Чемпионшип       | 2013/14          | 42   | 2    | 2            | 0            | 2          | 1          | 0                      | 0                      | 0         | 0         | 46    | 3     |
| Йовил Таун       | Итого            | Итого            | 169  | 2    | 6            | 0            | 6          | 1          | 4                      | 0                      | 0         | 0         | 185   | 3     |
| Бристоль Сити    | Лига 1           | 2014/15          | 46   | 4    | 5            | 0            | 1          | 0          | 6                      | 0                      | 0         | 0         | 58    | 4     |
| Бристоль Сити    | Чемпионшип       | 2015/16          | 33   | 0    | 2            | 0            | 1          | 0          | 0                      | 0                      | 0         | 0         | 36    | 0     |
| Бристоль Сити    | Чемпионшип       | 2016/17          | 1    | 0    | 0            | 0            | 0          | 0          | 0                      | 0                      | 0         | 0         | 1     | 0     |
| Бристоль Сити    | Итого            | Итого            | 80   | 4    | 7            | 0            | 2          | 0          | 6                      | 0                      | 0         | 0         | 95    | 4     |
| Лидс Юнайтед     | Чемпионшип       | 2016/17          | 42   | 0    | 0            | 0            | 1          | 0          | 0                      | 0                      | 0         | 0         | 43    | 0     |
| Лидс Юнайтед     | Чемпионшип       | 2017/18          | 27   | 0    | 0            | 0            | 4          | 0          | 0                      | 0                      | 0         | 0         | 31    | 0     |
| Лидс Юнайтед     | Чемпионшип       | 2018/19          | 40   | 2    | 1            | 0            | 1          | 0          | 0                      | 0                      | 0         | 0         | 42    | 2     |
| Лидс Юнайтед     | Чемпионшип       | 2019/20          | 37   | 4    | 1            | 0            | 0          | 0          | 0                      | 0                      | 0         | 0         | 38    | 4     |
| Лидс Юнайтед     | Премьер-лига     | 2020/21          | 38   | 0    | 0            | 0            | 0          | 0          | 0                      | 0                      | 0         | 0         | 38    | 0     |
| Лидс Юнайтед     | Премьер-лига     | 2021/22          | 26   | 2    | 1            | 0            | 1          | 0          | 0                      | 0                      | 0         | 0         | 28    | 2     |
| Лидс Юнайтед     | Премьер-лига     | 2022/23          | 29   | 2    | 2            | 0            | 1          | 0          | 0                      | 0                      | 0         | 0         | 32    | 2     |
| Лидс Юнайтед     | Чемпионшип       | 2023/24          | 14   | 1    | 1            | 0            | 1          | 0          | 0                      | 0                      | 0         | 0         | 16    | 1     |
| Лидс Юнайтед     | Итого            | Итого            | 253  | 11   | 6            | 0            | 9          | 0          | 0                      | 0                      | 0         | 0         | 268   | 11    |
| Мидлсбро         | Чемпионшип       | → 2023/24        | 19   | 0    | 0            | 0            | 0          | 0          | 0                      | 0                      | 0         | 0         | 19    | 0     |
| Мидлсбро         | Чемпионшип       | 2024/25          | 1    | 0    | 0            | 0            | 0          | 0          | 0                      | 0                      | 0         | 0         | 1     | 0     |
| Мидлсбро         | Итого            | Итого            | 20   | 0    | 0            | 0            | 0          | 0          | 0                      | 0                      | 0         | 0         | 20    | 0     |
| Всего за карьеру | Всего за карьеру | Всего за карьеру | 522  | 17   | 19           | 0            | 17         | 1          | 10                     | 0                      | 0         | 0         | 568   | 18    |

## Достижения

### Клубные

#### «Арсенал» (до 18)
- Победитель Премьер-лиги академий: 2008/09
- Обладатель Молодёжного Кубка Англии: 2008/09

#### «Йовил Таун»
- Победитель плей-офф Лиги 1: 2012/13

#### «Бристоль Сити»
- Победитель Лиги 1: 2014/15
- Обладатель Трофея Футбольной лиги: 2014/15

#### «Лидс Юнайтед»
- Победитель Чемпионшипа: 2019/20

### Личные
- Игрок года Чемпионшипа по версии болельщиков: 2019/20
- Член команды года Чемпионшипа по версии Профессиональной футбольной ассоциации: 2019/20
- Гол сезона в «Лидс Юнайтед»: 2019/20
- Игрок месяца Чемпионшипа по версии Профессиональной футбольной ассоциации: декабрь 2019, февраль 2020